# Bitwa pod Mikuliszkami
Bitwa pod Mikuliszkami – walka stoczona w  8 stycznia 1944 pod Mikuliszkami pomiędzy oddziałami 3 Brygady Wileńskiej Armii Krajowej a oddziałami żandarmerii litewskiej. Bitwa zakończyła się zwycięstwem 3 Brygady Wileńskiej.

## Przebieg bitwy
Siły 3 Brygady Wileńskiej kwaterujące we wsi Mikuliszki dowodzone przez Romualda Rajsa i  Piotra Motylewicza zostały zaatakowane 8 stycznia 1944 przez żandarmerię litewską. Atak został odparty, w którym podczas walki zdobyto 25 kb, 1 lkm, i 4 pm. W walce zginęło 5 partyzantów, w tym zastępca dowódcy Wileńskiej Brygady Piotr Motylewicz „Szczepcio”. Według źródeł polskich, straty nieprzyjaciela wyniosły 32 zabitych, wśród nich dowódca żandarmerii Schnabel. 12 policjantów zostało wziętych do niewoli. Po zakończeniu bitwy partyzanci rozstrzelali wziętych do niewoli litewskich policjantów. Według wiedzy zdobytej przez partyzantów byli oni sprawcami zbrodni dokonanej na polskiej ludności cywilnej w okolicach Święcian w 1942 r.
Za zwycięską bitwę Romuald Rajs został odznaczony Krzyżem Walecznych.